# Donella Meadows
Donella H. "Dana" Meadows (Illinois - EUA, 13 de Março de 1941 - Hanover, New Hampshire - 20 de fevereiro de 2001) foi uma cientista ambiental, professora e escritora co-autora do livro "Os Limites do Crescimento", traduzido para mais de 28 idiomas, e tendo sido um best-seller mundial, influenciando o pensamento científico e social desde então.
Licenciou-se em química pelo Carleton College em 1963, e em 1968 obteve o doutoramento em Biofísica pela Universidade de Harvard, tendo mais tarde entrado no MIT como investigadora, onde trabalhou em estreita colaboração com Jay W. Forrester, o criador da dinâmica de sistemas, bem como o princípio de armazenamento de dados magnéticos para computadores. Desde 1972 que lecionou na Faculdade de Dartmouth, durante 29 anos.
Em 1972, enquanto trabalhava no MIT fez parte do grupo de pesquisa que criou o World3, um modelo computacional que simula as interações entre população, crescimento industrial, a produção de alimentos e os limites dos ecossistemas da Terra, a pedido do Clube de Roma, e cujos resultados foram a base para o livro Os limites do crescimento. O livro teve impacto mundial, servindo como despertar de consciências para os perigos que o crescimento desenfreado causaria no panorama ambiental, e lançando as bases para o conceito actual de desenvolvimento sustentável. Foi traduzido para mais de 30 idiomas, tornando-se um best-seller mundial.
Fundou, em 1981 o INRIC (International Network of Resource Information Centres – Rede Internacional de Centros de Informação de Recursos), apelidado de Batalon group, um processo global de parcerias e troca de informações entre o mundo académico, investigadores e activistas do desenvolvimento sustentável, sendo coordenadora do projecto por 18 anos. Fundou igualmente o Instituto de Sustentabilidade, que combina a investigação sobre os sistemas globais com demonstrações práticas de vida sustentável, incluindo o desenvolvimento de "Ecovilas" e fazendas orgânicas.

## Publicações
- Donella H. Meadows, Jorgen Randers y Dennis L. Meadows Limits to Growth-The 30 year Update, 2004.
- Dennis L. Meadows, Donella M. Meadows, Donella H. Meadows y Tzonis' Toward Global Equilibrium: Collected Papers, Pegasus Communications, 1973.
- Donella H. Meadows y J. M. Robinson, The Electronic Oracle: Computer Models and Social Decisions, John Wiley & Sons, 1985.
- Donella H. Meadows, Global Citizen, Island Press, 1991.
- Donella H. Meadows, Limits to Growth: A Report for the Club of Rome's Project on the Predicament of Mankind, New American Library, 1977.
- Donella H. Meadows, Beyond the limits : global collapse or a sustainable future, Earthscan Publications, 1992.
- Dennis L. Meadows, Donella H. Meadows y Jorgen Randers, Beyond the Limits: Confronting Global Collapse, Envisioning a Sustainable Future, Chelsea Green Publishing, 1993.
- Donella H. Meadows, John Richardson y Gerhart Bruckmann, Groping in the Dark: The First Decade of Global Modelling, John Wiley & Sons, 1982.
- Michael J. Caduto, prólogo de Donella H. Meadows, Pond and Brook: A Guide to Nature in Freshwater Environments, University Press of New England, 1990.